# Nierembergia hatschbachii
Nierembergia hatschbachii là loài thực vật có hoa trong họ Cà. Loài này được A.A. Cocucci & Hunz. mô tả khoa học đầu tiên năm 1993.